# Finalissima de futsal
La Finalissima de futsal est une compétition annuelle de futsal fondée en 2022, organisée par l'Union des associations européennes de football (UEFA) et la Confédération sud-américaine de football (CONMEBOL). Elle oppose sur une phase finale à quatre les vainqueurs et finalistes de la Copa América de futsal et du Championnat d'Europe de futsal de l'UEFA.

## Histoire
Le 12 février 2020, l'UEFA et la CONMEBOL signent un protocole d'accord ayant pour but de renforcer la coopération entre les deux organisations. Dans ce cadre, un comité UEFA–CONMEBOL examine la possibilité de matchs intercontinentaux masculins et féminins, ainsi que dans les différentes catégories d'âge. Le 15 décembre 2021, l'UEFA et la CONMEBOL renouvellent et étendent leur protocole d’accord, incluant notamment l'ouverture d’un bureau commun à Londres, et l'organisation potentielle de différents événements.
Le 2 juin 2022, au lendemain de la Finalissima 2022, la CONMEBOL et l'UEFA annonce le lancement de plusieurs compétitions entre équipes des deux confédérations, dont la Finalissima de futsal opposant les champions et vice-champions continentaux de futsal. 
La première édition se déroule à l'Estadio Parque Roca de Buenos Aires en Argentine du 15 au 18 septembre 2022.

Le Portugal confirme sa domination du futsal mondial. En étant champion du monde 2021, et double champion d'Europe 2018 et 2022, le Portugal remporte cette première édition aux dépens de l'Espagne (1-1 ap / 4-2 tab). Dans le match de la troisième place, le Paraguay surprend l'Argentine devant son public (3-2).

## Palmarès

### Par édition
| 1re | 2022 (en) | Argentine | Portugal | 1-1 tab 4-2 | Espagne | Paraguay | 3 - 2 | Argentine |

### Bilan par nation
| Rang | Équipe    | Victoire | Finaliste | Troisième | Quatrième |
| ---- | --------- | -------- | --------- | --------- | --------- |
| 1    | Portugal  | · 2022   | —         | —         | —         |
| 2    | Espagne   | —        | · 2022    | —         | —         |
| 3    | Paraguay  | —        | —         | · 2022    | —         |
| 4    | Argentine | —        | —         | —         | 2022      |